# Ahmad Benali
 Ahmed Benali  (Mánchester, Inglaterra, 7 de febrero de 1992) es un futbolista libio que juega de centrocampista en el Virtus Entella de la Serie B de Italia.

## Trayectoria
Benali comenzó su carrera en el equipo juvenil del Manchester City, y firmó su primer contrato profesional en el verano de 2010. En agosto de 2011 se unió a préstamo al Rochdale AFC de la Football League One por una temporada. Hizo su debut profesional el 4 de octubre de 2011 contra el Walsall FC, que terminó en un empate 1-1 por el Trofeo de la Liga. Su debut en la Liga llegó el 15 de octubre de 2011, en el empate 2-2 con el Colchester United ingresando de cambio por Matthew Barnes.

## Clubes
| Club                       | País       | Año       |
| -------------------------- | ---------- | --------- |
| Manchester City F. C.      | Inglaterra | 2010-2012 |
| Rochdale A. F. C. (cedido) | Inglaterra | 2011      |
| Brescia Calcio             | Italia     | 2012-2015 |
| U. S. Palermo              | Italia     | 2015-2016 |
| Delfino Pescara (cedido)   | Italia     | 2015-2016 |
| Delfino Pescara            | Italia     | 2016-2018 |
| F. C. Crotone (cedido)     | Italia     | 2018      |
| F. C. Crotone              | Italia     | 2018-2022 |
| Pisa S. C. (cedido)        | Italia     | 2022      |
| Brescia Calcio             | Italia     | 2022-2023 |
| S. S. C. Bari              | Italia     | 2023-2025 |
| Virtus Entella             | Italia     | 2025-     |